# Anton Gorjup
Anton Gorjup (tudi Goriup), slovenski politik, * 29. junij 1812, Kanalski Vrh, † 1. december 1883, Gorica.
Gorjup je študiral pravo. Po opravljenih prvih izpitih se je zaposlil v sodni službi na Goriškem, kjer je tudi stopil v javno politično življenje. Leta 1848 je bil izvoljen v državni zbor na Dunaju, kjer je kot poslanec zastopal stališče proti odškodnini, ki naj bi jo podložniki plačali ob odpravi fevdalnih obveznosti. Po uvedbi ustave v Avstro-Ogrski je postal državni poslanec. Deloval je predvsem kot izvedenec za gospodarska vprašanja (zemljiška knjiga, delitev občinskih zemljišč) sicer bolj v deželnem kot slovenskem duhu. Ni se izkazal za odločnega Slovenca, vendar je sodeloval pri reformi deželnega volilnega zakona, ki je povečal število slovenskih deželnih poslancev. 